# Stefano Hidalgo
Pour les articles homonymes, voir Hidalgo.
Stefano Hidalgo (Malaga, 19 septembre 1848 - Turin, 24 février 1918) était un général italien, vétéran des guerres coloniales en Afrique orientale italienne (Africa Orientale Italiana - AOI), qui s'est distingué comme commandant du 2e bataillon érythréen lors des batailles de Serobeti, Kassala, Coatit et Adoua. Décoré de la croix de chevalier et de la croix d'officier de l'ordre de la Couronne d'Italie, de deux médailles d'argent de la valeur militaire et de la croix de commandeur de l'ordre des Saints-Maurice-et-Lazare, il termine sa carrière militaire avec le grade de général de division (maggiore generale).

## Biographie
Il est né à Malaga, en Espagne, le 19 septembre 1848, fils de Giuseppe Hidalgo et de Raffaella Martín. Orphelin de père et de mère en bas âge, il fut pris en charge par son parrain S. Scovasso, alors vice-consul du royaume de Sardaigne en Espagne, puis ministre plénipotentiaire à Belgrade et enfin à Tanger. Le baron Scovasso le garda d'abord avec lui à Gibraltar, où il avait été transféré en 1851, puis l'envoya en 1860 à Turin pour fréquenter l'Institut Candelero, alors connu pour préparer les jeunes hommes aux écoles militaires. Dans cet institut, Hidalgo fait la connaissance d'Edmondo De Amicis, avec qui il formera une association pour la vie. Admis en septembre 1863 au collège militaire de Florence et l'année suivante à celui d'Asti, il devient en juillet 1866 élève de l'École militaire d'infanterie et de cavalerie de Modène, qu'il quitte trois ans plus tard avec le grade de sous-lieutenant (sottotenente) d'infanterie, affecté au 1er régiment de Bersaglieri.

En décembre 1869, il reçoit une mention à l'ordre du jour du corps d'armée pour s'être distingué dans les opérations de sauvetage après le débordement de l'Arno près de Pise. En avril 1871, le gouvernement espagnol lui décerne la croix d'Isabelle la Catholique en reconnaissance de ses services lors de la visite à Florence de la députation espagnole venue offrir la couronne du roi au duc d'Aoste, Amédée de Savoie. Nommé lieutenant (tenente) en août 1876, il est affecté à la garnison de Parco, près de Palerme, et l'année suivante, il est décoré de la médaille d'argent de la valeur civile pour s'être distingué dans les opérations de sauvetage après une inondation catastrophique.
Promu capitaine (capitano) en 1884, alors qu'il servait dans le 50e régiment d'infanterie, Hidalgo ressentit le désir d'une vie militaire plus active et demanda avec insistance à être affecté dans le corps irrégulier des troupes d'Afrique. Il fut envoyé en Érythrée en octobre 1888, au moment où l'aventure coloniale italienne prenait forme. Nommé commandant d'une compagnie de soldats indigènes, Hidalgo fut d'abord affecté à Otumlo, puis à Saati, et prit finalement le commandement de la garnison d'Agordat. Le 31 mai 1890, sous les ordres du major (maggiore) G. Cortese, il combat vaillamment à Mai-Daro, contre les derviches de Barambaras Cafil, et est décoré de la croix de chevalier de l'ordre de la Couronne d'Italie. Puis le 16 juin 1892, avec une centaine d'hommes de sa compagnie, il bat les derviches de l'émir Ibrahim Mussa Amil dans la plaine de Serobeti (Bataille de Serobeti]), ce qui lui vaut la croix de chevalier de l'ordre militaire de Savoie, ainsi qu'une recommandation solennelle des ministres de la Guerre et des Affaires étrangères.
En novembre 1893, le capitaine Hidalgo devient commandant du bataillon de chasseurs. Promu major en mars suivant, il reçoit le commandement effectif du 2e bataillon d'indigènes, qui prend alors le nom d'" Hidalgo " du nom de son commandant, suivant les critères également utilisés pour nommer les trois autres bataillons coloniaux. Le 17 juillet 1894, à la tête de trois compagnies de son bataillon, il commanda l'avant-garde de l'expédition contre Kassala, la base à partir de laquelle les Derviches effectuaient des expéditions périodiques contre la colonie érythréenne. Au cours d'une brillante opération, Hidalgo entre victorieusement dans Kassala avant l'arrivée du gros des troupes italiennes : l'exploit lui vaut la croix d'officier de l'ordre militaire de Savoie. De retour à Cheren, en Érythrée, il doit défendre ses hommes contre des accusations de pillage et de meurtre gratuit des habitants. 
De décembre 1894 à janvier 1895, Hidalgo participe aux opérations contre le Ras Mangascià, se distinguant notamment dans la bataille de Coatit (13-14 janvier 1895), évitant une défaite cuisante des troupes italiennes grâce à la résistance de son bataillon. Pour le courage dont il a fait preuve dans ce combat, il a reçu la médaille d'argent de la valeur militaire et la croix de chevalier de l'ordre des Saints-Maurice-et-Lazare En mai 1895, Hidalgo a été envoyé avec ses hommes à Cassala, assurant pendant près d'un an le gouvernement et la défense du fort du même nom, dernier avant-poste de la colonie érythréenne face au Soudan mahdiste.

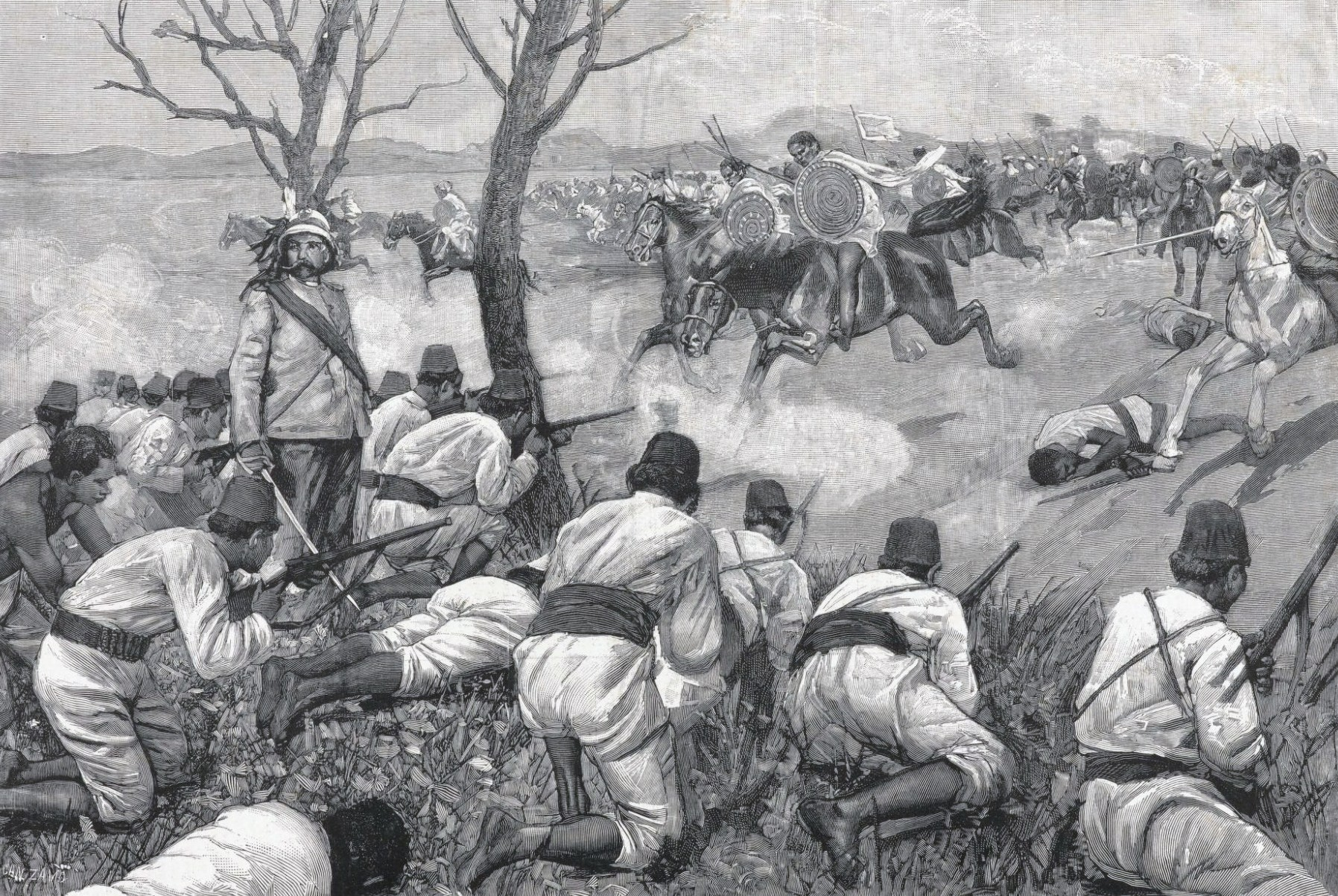
La bataille de Tucruf (3 avril 1896) qui a valu à Hidalgo l'attribution de la deuxième médaille d'argent de la valeur militaire.

De février à avril 1896, Hidalgo combat efficacement un ennemi nettement supérieur, et contrevient à plusieurs reprises à l'ordre d'abandonner le fort, devenu urgent après le désastre d'Adoua (mars 1896). Après la bataille de Tucruf (3 avril 1896), au cours de laquelle les derviches décimèrent l'expédition de secours envoyée par le général Antonio Baldissera, Hidalgo dut se résigner à abandonner Kassala. Sa défense courageuse du fort lui valut une deuxième médaille d'argent pour sa valeur militaire. Par la suite, Hidalgo a participé avec son bataillon à la libération d'Adigrat, un combat qui a conclu son expérience militaire en terre d'Afrique.
Hidalgo a raconté la période la plus intense de son aventure africaine dans son livre "Undici mesi a Cassala" (Turin, 1910), dans lequel, en plus d'un récit méticuleux des événements, il a inclus des notes historiques intéressantes sur les àscari sous son commandement et ses adversaires derviches.

De retour en Italie, il est affecté au 8e régiment de Bersaglieri à Turin, puis à Ancône au 38e régiment d'infanterie, obtenant une promotion de lieutenant-colonel (tenente colonnello) en janvier 1898 et de colonel (colonnello) en 1903. Revenu au corps des Bersaglieri, il commande le 11e régiment, d'abord à Ancône puis à Asti ; il est placé en position d'auxiliaire, en raison de la limite d'âge, en octobre 1906, et à cette occasion le roi Victor Emmanuel III le nomme commandeur de l'ordre des Saints-Maurice-et-Lazare et grand officier de l'ordre de la Couronne d'Italie.
Installée à Turin, Hidalgo entre dans les conseils d'administration du pensionnat national "Umberto I" et de l'Institut des filles de militaires. En 1910, il rédige le volume de mémoires susmentionné, également en réponse à la polémique qui n'est pas encore éteinte, sur la campagne d'Afrique de 1895-96. Mis définitivement à la retraite en janvier 1911, il est inscrit dans la réserve avec le grade de major-général (maggiore generale), il n'est pas rappelé au service actif pendant la guerre de Libye.
Il est décédé à Turin le 24 février 1918.

## Décorations

### Décorations italiennes
- Chevalier de l'ordre militaire de Savoie
- Arrêté royal du 7 août 1892
 - Officier de l'ordre militaire de Savoie
- Arrêté royal du 27 septembre 1894
 - Médaille d'argent pour la valeur militaire
- Le 13, il occupe, de sa propre initiative, la brèche laissée dans la ligne de bataille par un bataillon envoyé pour faire face à la colonne d'attaque de l'ennemi, et repousse brillamment à la baïonnette les troupes qui se trouvent devant lui, causant à l'ennemi de lourdes pertes. Le 14, il défend la droite de la position, repoussant toujours les attaques incessantes de l'ennemi.
- Détermination ministérielle approuvée par S.M. lors d'une audience le 31 mars 1895
 - Médaille d'argent pour la valeur militaire
- Il a commandé son bataillon avec calme et intelligence, donnant l'exemple du courage à ses employés. Tucruf, 2-3 avril 1896.
- Détermination ministérielle approuvée par S.M. lors d'une audience le 21 septembre 1896
 - Chevalier de l'ordre des Saints-Maurice-et-Lazare
- Coatit, 13-14 janvier 1895
 - Commandeur de l'ordre des Saints-Maurice-et-Lazare
- Asti, octobre 1906
 - Grand Officier de l'ordre de la Couronne d'Italie
- Asti, octobre 1906
 - Médaille d'argent de la valeur civile
- Palerme, 1877

### Décorations étrangères
- Croix de l'ordre d'Isabelle la Catholique (royaume d'Espagne) - Florence, avril 1871

## Publications
- (it) Undici mesi a Cassala, Tipografia Olivieri, Turin, 1910[5].